# 國泰金融控股
國泰金融控股公司（英語：Cathay Financial Holdings Co., Ltd.）簡稱國泰金控，為臺灣的一家金融控股公司，為霖園集團的核心公司。總資產高達12兆新臺幣，是臺灣規模最大的金控，被台灣金融研訓院稱為亞洲區域性銀行重點集團之一。

## 歷史沿革
- 2001年12月31日，國泰人壽以股份轉換方式設立國泰金控。
- 2002年4月，國泰金控併購東泰產險。2002年8月，東泰產險更名國泰世紀產物保險。
- 2002年12月18日，國泰金控併購世華聯合商業銀行。二次金改時併入世華銀行使國泰金控有效總客戶數超過1000萬，總計在全台有超過700多個分支機構及2萬餘名業務人員。
- 2003年10月27日，國泰商業銀行與世華聯合商業銀行合併為國泰世華銀行，沿用世華銀行代碼013。
- 2013年8月，國泰金控啟用三道漸層綠色的大樹商標與黑色的新標準字，由蕭文平設計[2]。
- 2014年11月12日國泰人壽將以2.4億美元從Aquiline Capital Partners, LLC（一家投資金融服務業的紐約私募股權投資公司）所管理的基金及其他股東手中收購美國康利資產管理公司（Conning）100%股權[3]。
- 2014年12月17日，國泰人壽以179.2億菲律賓比索（約新台幣125.5億元）入股菲律賓中華商業銀行（Rizal Commercial Banking Corporation，簡稱RCBC）22.7%股權[3][4]。
- 2015年1月5日，國泰人壽和印尼PT Bank Mayapada Internasional簽訂股權買賣合約，斥资3.52兆印尼盧比(約新台幣87億元)取得Bank Mayapada共40%股權[5]。2020年， Bank Mayapada 因為有授信戶捲入當地國營保險公司弊案，使得其被印尼主管機關要求增資，國泰人壽評估後不參與增資並分次認列共高達新台幣140億元的損失[6]。
- 2015年2月5日，國泰證券斥資3,837萬港幣收購宏遠證券（香港）100%股權，並更名為國泰證券（香港）[7]。
- 2016年，國泰金控成立「數位數據暨科技發展中心（數數發中心）」，引入數據即服務的商業模式，推動數位轉型[8]。
- 2017年5月，國泰金宣布由旗下兩大子公司國泰世華銀行(佔51%)與國泰人壽(佔49%)收購加拿大豐業銀行馬來西亞子行（The Bank of Nova Scotia Berhad）100%股權標售案，金額為2.55億美元，並在本年度下半年完成交割[9]。2018年4月收購案終止[10]。
- 2019年，提出「What if We Could」的數位轉型精神[11]。
- 2023年7月，國泰人壽將美國康利資產管理公司（Conning）100%股權出售給忠意保險集團（Generali），以換股方式取得該集團旗下資產管理公司（GIH）約16.75%的股權，預期於2024上半年完成[12]。

## 金控成員及關係
- 國泰世華商業銀行
- 國泰人壽
- 國泰世紀產物保險
- 國泰綜合證券
- 國泰投信

## 外部連結
- 國泰金控* （页面存档备份，存于）
- 國泰人壽 （页面存档备份，存于）
- 國泰世華銀行 （页面存档备份，存于）
- 國泰綜合證券 （页面存档备份，存于）
- 國泰產險 （页面存档备份，存于）
- 國泰投信 （页面存档备份，存于）
- 國泰投顧 （页面存档备份，存于）